# Stabæk Fotball 2012
Questa voce raccoglie le informazioni riguardanti lo Stabæk Fotball nelle competizioni ufficiali della stagione 2012.

## Stagione
Lo Stabæk chiuse la stagione al 16º posto finale, retrocedendo così nella 1. divisjon. L'avventura nella Coppa di Norvegia 2012 terminò al terzo turno, per mano dell'Asker. Quella nell'Europa League 2012-2013, invece, fu interrotta al primo turno di qualificazione, dai finlandesi del JJK. L'annata fu sconvolta dalla morte di Tor Marius Gromstad, difensore dello Stabæk, che il 12 maggio perse la vita a causa di una caduta accidentale in un cantiere di Oslo.
Il calciatore più utilizzato fu Christer Kleiven, con le sue 34 presenze (30 in campionato, 2 nella coppa nazionale e 2 nell'Europa League). Il miglior marcatore fu invece Fredrik Brustad, con 9 reti (5 in campionato e 4 nella Coppa di Norvegia).

## Maglie e sponsor
Lo sponsor tecnico per la stagione 2012 fu Legea, mentre gli sponsor ufficiali furono McDonald's e Bulk. La divisa casalinga fu totalmente di colore blu scuro, con inserti color oro. La divisa da trasferta fu invece bianca, con inserti blu scuro.
| Casa | Trasferta |

## Rosa
| N. |                           | Ruolo | Calciatore              |
| -- | ------------------------- | ----- | ----------------------- |
| 1  | Costa d'Avorio (bandiera) | P     | Mandé Sayouba           |
| 2  | Islanda (bandiera)        | D     | Bjarni Ólafur Eiríksson |
| 3  | Islanda (bandiera)        | D     | Elfar Freyr Helgason    |
| 4  | Stati Uniti (bandiera)    | D     | Sean Cunningham         |
| 5  | Norvegia (bandiera)       | D     | Jørgen Hammer           |
| 6  | Norvegia (bandiera)       | A     | Fredrik Brustad         |
| 7  | Norvegia (bandiera)       | A     | Torstein Andersen Aase  |
| 8  | Norvegia (bandiera)       | C     | Stian Sortevik          |
| 10 | Libano (bandiera)         | C     | Adnan Haidar            |
| 11 | Costa d'Avorio (bandiera) | A     | Franck Boli             |
| 12 | Norvegia (bandiera)       | P     | Pål Albertsen           |
| 13 | Norvegia (bandiera)       | C     | Bjarte Haugsdal         |
| 14 | Norvegia (bandiera)       | C     | Herman Stengel          |
| 15 | Finlandia (bandiera)      | D     | Ville Jalasto           |

| N. |                           | Ruolo | Calciatore             |
| -- | ------------------------- | ----- | ---------------------- |
| 17 | Norvegia (bandiera)       | D     | Kim André Hunstad      |
| 18 | Norvegia (bandiera)       | A     | Mads Stokkelien        |
| 19 | Norvegia (bandiera)       | D     | Sondre Johansen        |
| 20 | Islanda (bandiera)        | A     | Veigar Páll Gunnarsson |
| 21 | Norvegia (bandiera)       | A     | Abdurahim Laajab       |
| 22 | Norvegia (bandiera)       | P     | Jan Kjell Larsen       |
| 23 | Norvegia (bandiera)       | C     | Jiresse Suka-Suka      |
| 23 | Norvegia (bandiera)       | D     | Vegar Eggen Hedenstad  |
| 24 | Norvegia (bandiera)       | A     | Anders Trondsen        |
| 25 | Norvegia (bandiera)       | D     | Erik Benjaminsen       |
| 26 | Stati Uniti (bandiera)    | C     | Ricardo Clark          |
| 27 | Norvegia (bandiera)       | C     | David Hanssen          |
| 28 | Costa d'Avorio (bandiera) | D     | Luc Kassi              |
| 81 | Norvegia (bandiera)       | C     | Christer Kleiven       |

## Calciomercato

### Sessione invernale(dal 01/01 al 31/03)
| Acquisti | Acquisti         | Acquisti              | Acquisti   |
| R.       | Nome             | da                    | Modalità   |
| -------- | ---------------- | --------------------- | ---------- |
| P        | Mandé Sayouba    | Sporting Consultant   | definitivo |
| D        | Sean Cunningham  | Molde                 | prestito   |
| C        | Ricardo Clark    | Eintracht Francoforte | prestito   |
| C        | Adnan Haidar     | svincolato            |            |
| C        | David Hanssen    | svincolato            |            |
| C        | Bjarte Haugsdal  | svincolato            |            |
| C        | Christer Kleiven | Start                 | definitivo |
| C        | Stian Sortevik   | Hønefoss              | definitivo |
| A        | Franck Boli      | Sporting Consultant   | definitivo |
| A        | Mads Stokkelien  | Start                 | definitivo |

| Cessioni | Cessioni               | Cessioni | Cessioni   |
| R.       | Nome                   | a        | Modalità   |
| -------- | ---------------------- | -------- | ---------- |
| P        | Jon Knudsen            |          | svincolato |
| D        | Haris Skenderović      |          | svincolato |
| D        | Morten Skjønsberg      |          | svincolato |
| C        | Johan Andersson        |          | svincolato |
| C        | Mikkel Diskerud        | Gent     | prestito   |
| C        | Pontus Farnerud        |          | svincolato |
| C        | Pálmi Rafn Pálmason    |          | svincolato |
| C        | Jørgen Skjelvik        | Kalmar   | definitivo |
| A        | Alain Junior Ollé Ollé |          | svincolato |
| A        | Gilles Mbang Ondo      |          | svincolato |

### Sessione estiva(dal 01/08 al 31/08)
| Acquisti | Acquisti               | Acquisti   | Acquisti      |
| R.       | Nome                   | da         | Modalità      |
| -------- | ---------------------- | ---------- | ------------- |
| D        | Elfar Freyr Helgason   | AEK Atene  | prestito      |
| D        | Ville Jalasto          | Aalesund   | definitivo    |
| C        | Mikkel Diskerud        | Gent       | fine prestito |
| C        | Luc Kassi              | svincolato |               |
| A        | Veigar Páll Gunnarsson | Vålerenga  | definitivo    |
| A        | Abdurahim Laajab       | Vålerenga  | definitivo    |

| Cessioni | Cessioni              | Cessioni              | Cessioni      |
| R.       | Nome                  | a                     | Modalità      |
| -------- | --------------------- | --------------------- | ------------- |
| D        | Vegar Eggen Hedenstad | Friburgo              | definitivo    |
| C        | Ricardo Clark         | Eintracht Francoforte | fine prestito |
| C        | Mikkel Diskerud       | Rosenborg             | definitivo    |

## Risultati

### Eliteserien

#### Girone di andata
| Bærum 25 marzo 2012, ore 18:00 1ª giornata | Stabæk          | 0 – 0 referto | Aalesund | Nadderud Stadion (5.508 spett.)\| Arbitro: \| Berntsen (Vang) \| |
| Arbitro:                                   | Berntsen (Vang) |               |          |                                                                  |

| Arbitro: | Johansen (Brevik) |

|                                                                 |           |         |
| Elyounoussi 14’ Hussain 41’ Valencia 53’ Landgren 76’ Hagen 84’ | Marcatori | 3’ Boli |

| Arbitro: | Staberg (Harstad) |

|                                  |           |  |
| Andersen 19’ Kara 45’ Norbye 76’ | Marcatori |  |

| Arbitro: | Hagen (Grue) |

|  |           |                           |
|  | Marcatori | 47’, 90’ (rig.) Ri. Riski |

| Arbitro: | Hafsås (Trondheim) |

|                                       |           |             |
| Þorsteinsson 50’ Skjølsvik 58’ (rig.) | Marcatori | 65’ Brustad |

| Arbitro: | Johnsen (Tønsberg) |

|  |           |                       |
|  | Marcatori | 3’ Johnsen 30’ Børven |

| Arbitro: | Johansen (Brevik) |

|                                     |           |          |
| Midtsjø 70’ Dočkal 76’ Svensson 80’ | Marcatori | 86’ Boli |

| Arbitro: | Helgerud (Lier) |

|  |           |                                            |
|  | Marcatori | 3’ Hestad 5’, 66’ Angan 9’ Gatt 83’ Berget |

| Arbitro: | Johnsen (Tønsberg) |

|             |           |                           |
| Nielsen 90’ | Marcatori | 50’ Hedenstad 71’ Kleiven |

| Arbitro: | Hansen (Feda) |

|  |           |                    |
|  | Marcatori | 37’, 65’ Søderlund |

| Arbitro: | Johnsen (Tønsberg) |

|           |           |  |
| Nisja 87’ | Marcatori |  |

| Arbitro: | Edvartsen (Hamar) |

|                                                 |           |              |
| Andersen Aase 3’ Brustad 15’, 16’ Hedenstad 19’ | Marcatori | 10’ Knudtzon |

| Arbitro: | Staberg (Harstad) |

|                          |           |             |
| Austin 4’ (rig.) Ojo 18’ | Marcatori | 60’ Kleiven |

| Arbitro: | Hansen (Feda) |

|              |           |                         |
| Haugsdal 86’ | Marcatori | 53’ Storflor 79’ Kovács |

| Arbitro: | Helgerud (Lier) |

|                              |           |                |
| U. Flo 5’, 53’ Brochmann 64’ | Marcatori | 13’ Stokkelien |

#### Girone di ritorno
| Arbitro: | Berntsen (Vang) |

|             |           |                             |
| Brustad 74’ | Marcatori | 7’ Larsen 69’, 75’ Pedersen |

| Arbitro: | Hafsås (Trondheim) |

|                                               |           |          |
| Arnefjord 43’ Stewart 65’ Ulvestad 88’ (rig.) | Marcatori | 45’ Boli |

| Arbitro: | Berntsen (Vang) |

|  |           |                                              |
|  | Marcatori | 37’, 51’ Bentley 46’ Sævarsson 81’ Huseklepp |

| Arbitro: | Johansen (Brevik) |

|                       |           |                     |
| Kleiven 5’ Hammer 15’ | Marcatori | 85’ (aut.) Helgason |

| Arbitro: | Edvartsen (Hamar) |

|                                                 |           |              |
| Søderlund 1’ Fevang 3’ Myrestam 23’ Storbæk 50’ | Marcatori | 45’ Haugsdal |

| Arbitro: | Edvartsen (Hamar) |

|  |           |                  |
|  | Marcatori | 49’, 54’ Iversen |

| Arbitro: | Hagen (Grue) |

|           |           |                          |
| Shala 80’ | Marcatori | 3’ Eiríksson 40’ Brustad |

| Arbitro: | Helgerud (Lier) |

|  |           |           |
|  | Marcatori | 84’ Pusic |

| Arbitro: | Sælen (Bergen) |

|                                    |           |                                     |
| Chima 25’, 29’, 50’ Stamnestrø 47’ | Marcatori | 1’ Boli 32’ Gunnarsson 56’ Haugsdal |

| Arbitro: | Hafsås (Trondheim) |

|  |           |          |
|  | Marcatori | 73’ Årst |

| Hønefoss 21 ottobre 2012, ore 18:00 26ª giornata | Hønefoss         | 0 – 0 referto | Stabæk | AKA Arena (2.006 spett.)\| Arbitro: \| Moen (Haugesund) \| |
| Arbitro:                                         | Moen (Haugesund) |               |        |                                                            |

| Arbitro: | Hagen (Grue) |

|  |           |           |
|  | Marcatori | 70’ Olsen |

| Arbitro: | Hansen (Feda) |

|                                                                  |           |  |
| Moen 22’ Helstad 52’ Pálmason 76’, 79’ Bolly 88’ Gulbrandsen 90’ | Marcatori |  |

| Arbitro: | Helgerud (Lier) |

|                      |           |            |
| Boli 18’ Jalasto 23’ | Marcatori | 55’ U. Flo |

| Arbitro: | Staberg (Harstad) |

|                           |           |                |
| Kamara 6’ Kovács 24’, 88’ | Marcatori | 13’ Gunnarsson |

### Coppa di Norvegia
| Lommedalen 1º maggio 2012, ore 18:00 Primo turno               | Lommedalen | 0 – 3 referto                | Stabæk | Lommedalen Kunstgress |
| \| \| \| \| \| \| Marcatori \| 24’, 55’ Brustad 88’ Kleiven \| |            |                              |        |                       |
|                                                                |            |                              |        |                       |
|                                                                | Marcatori  | 24’, 55’ Brustad 88’ Kleiven |        |                       |

| Arbitro: | Ophuus |

|                    |           |                                               |
| Lerpold 77’ (rig.) | Marcatori | 74’ Clark 105’, 106’ Brustad 109’ (rig.) Boli |

| Arbitro: | Lundby |

|                       |           |              |
| Notice 53’ Tollås 88’ | Marcatori | 78’ Haugsdal |

### Europa League
| Arbitro: | Matějek |

|                          |           |  |
| Gruborovics 16’ Wusu 66’ | Marcatori |  |

| Arbitro: | Pilav |

|                                         |           |                              |
| Kleiven 37’ Stokkelien 45’ Haugsdal 64’ | Marcatori | 45’ van Gelderen 51’ Innanen |

## Statistiche

### Statistiche di squadra
| Competizione      | Punti | In casa | In casa | In casa | In casa | In casa | In casa | In trasferta | In trasferta | In trasferta | In trasferta | In trasferta | In trasferta | Totale | Totale | Totale | Totale | Totale | Totale | DR  |
| Competizione      | Punti | G       | V       | N       | P       | Gf      | Gs      | G            | V            | N            | P            | Gf           | Gs           | G      | V      | N      | P      | Gf     | Gs     | DR  |
| ----------------- | ----- | ------- | ------- | ------- | ------- | ------- | ------- | ------------ | ------------ | ------------ | ------------ | ------------ | ------------ | ------ | ------ | ------ | ------ | ------ | ------ | --- |
| Eliteserien       | 17    | 15      | 3       | 1       | 11      | 10      | 28      | 15           | 2            | 1            | 12           | 15           | 41           | 30     | 5      | 2      | 23     | 25     | 69     | -44 |
| Coppa di Norvegia | -     | 0       | 0       | 0       | 0       | 0       | 0       | 3            | 2            | 0            | 1            | 8            | 3            | 3      | 2      | 0      | 1      | 8      | 3      | +5  |
| Europa League     | -     | 1       | 1       | 0       | 0       | 3       | 2       | 1            | 0            | 0            | 1            | 0            | 2            | 2      | 1      | 0      | 1      | 3      | 4      | -1  |
| Totale            | -     | 16      | 4       | 1       | 11      | 13      | 30      | 19           | 4            | 1            | 14           | 23           | 46           | 35     | 8      | 2      | 25     | 36     | 76     | -40 |

### Statistiche dei giocatori
| Giocatore        | Eliteserien | Eliteserien | Eliteserien | Eliteserien | Coppa di Norvegia | Coppa di Norvegia | Coppa di Norvegia | Coppa di Norvegia | Europa League | Europa League | Europa League | Europa League | Totale   | Totale | Totale      | Totale     |
| Giocatore        | Presenze    | Reti        | Ammonizioni | Espulsioni  | Presenze          | Reti              | Ammonizioni       | Espulsioni        | Presenze      | Reti          | Ammonizioni   | Espulsioni    | Presenze | Reti   | Ammonizioni | Espulsioni |
| ---------------- | ----------- | ----------- | ----------- | ----------- | ----------------- | ----------------- | ----------------- | ----------------- | ------------- | ------------- | ------------- | ------------- | -------- | ------ | ----------- | ---------- |
| P. Albertsen     | 0           | 0           | 0           | 0           | 0                 | 0                 | 0                 | 0                 | 0             | 0             | 0             | 0             | 0        | 0      | 0           | 0          |
| T. Andersen Aase | 7           | 1           | 0           | 0           | 1                 | 0                 | 0                 | 0                 | 2             | 0             | 0             | 0             | 10       | 1      | 0           | 0          |
| E. Benjaminsen   | 4           | 0           | 0           | 0           | 2                 | 0                 | 0                 | 0                 | 0             | 0             | 0             | 0             | 6        | 0      | 0           | 0          |
| F. Boli          | 28          | 5           | 3           | 0           | 3                 | 1                 | 1                 | 0                 | 2             | 0             | 0             | 0             | 33       | 6      | 4           | 0          |
| F. Brustad       | 27          | 5           | 0           | 0           | 3                 | 4                 | 0                 | 0                 | 2             | 0             | 0             | 0             | 32       | 9      | 0           | 0          |
| R. Clark         | 12          | 0           | 5           | 0           | 3                 | 1                 | 1                 | 0                 | 2             | 0             | 0             | 0             | 17       | 1      | 6           | 0          |
| S. Cunningham    | 18          | 0           | 2           | 0           | 3                 | 0                 | 0                 | 0                 | 2             | 0             | 0             | 0             | 23       | 0      | 2           | 0          |
| B. Eiríksson     | 28          | 2           | 5           | 0           | 3                 | 0                 | 0                 | 0                 | 2             | 0             | 0             | 0             | 33       | 2      | 5           | 0          |
| V. Gunnarsson    | 10          | 2           | 2           | 0           | 0                 | 0                 | 0                 | 0                 | 0             | 0             | 0             | 0             | 10       | 2      | 2           | 0          |
| A. Haidar        | 24          | 0           | 5           | 0           | 3                 | 0                 | 0                 | 0                 | 2             | 0             | 0             | 0             | 29       | 0      | 5           | 0          |
| J. Hammer        | 25          | 1           | 1           | 0           | 1                 | 0                 | 0                 | 0                 | 2             | 0             | 0             | 0             | 28       | 1      | 1           | 0          |
| D. Hanssen       | 17          | 0           | 2           | 0           | 0                 | 0                 | 0                 | 0                 | 1             | 0             | 0             | 0             | 18       | 0      | 2           | 0          |
| B. Haugsdal      | 21          | 3           | 1           | 0           | 2                 | 1                 | 0                 | 0                 | 2             | 1             | 0             | 0             | 25       | 5      | 1           | 0          |
| V. Hedenstad     | 14          | 2           | 0           | 0           | 3                 | 0                 | 1                 | 0                 | 2             | 0             | 0             | 0             | 19       | 2      | 1           | 0          |
| E. Helgason      | 7           | 0           | 0           | 0           | 0                 | 0                 | 0                 | 0                 | 0             | 0             | 0             | 0             | 7        | 0      | 0           | 0          |
| K. Hunstad       | 9           | 0           | 1           | 0           | 0                 | 0                 | 0                 | 0                 | 0             | 0             | 0             | 0             | 9        | 0      | 1           | 0          |
| V. Jalasto       | 11          | 0           | 3           | 0           | 0                 | 0                 | 0                 | 0                 | 0             | 0             | 0             | 0             | 11       | 0      | 3           | 0          |
| S. Johansen      | 0           | 0           | 0           | 0           | 0                 | 0                 | 0                 | 0                 | 0             | 0             | 0             | 0             | 0        | 0      | 0           | 0          |
| L. Kassi         | 5           | 0           | 0           | 0           | 0                 | 0                 | 0                 | 0                 | 0             | 0             | 0             | 0             | 5        | 0      | 0           | 0          |
| C. Kleiven       | 30          | 3           | 1           | 0           | 2                 | 1                 | 0                 | 0                 | 2             | 1             | 0             | 0             | 34       | 5      | 1           | 0          |
| A. Laajab        | 5           | 0           | 0           | 0           | 0                 | 0                 | 0                 | 0                 | 0             | 0             | 0             | 0             | 5        | 0      | 0           | 0          |
| J. Larsen        | 13          | 0           | 1           | 1           | 1                 | 0                 | 0                 | 0                 | 0             | 0             | 0             | 0             | 14       | 0      | 1           | 1          |
| M. Sayouba       | 18          | 0           | 0           | 0           | 2                 | 0                 | 0                 | 0                 | 2             | 0             | 0             | 0             | 22       | 0      | 0           | 0          |
| S. Sortevik      | 19          | 0           | 1           | 0           | 2                 | 0                 | 1                 | 0                 | 1             | 0             | 0             | 0             | 22       | 0      | 2           | 0          |
| H. Stengel       | 20          | 0           | 3           | 0           | 3                 | 0                 | 0                 | 0                 | 2             | 0             | 0             | 0             | 25       | 0      | 3           | 0          |
| M. Stokkelien    | 18          | 1           | 2           | 0           | 3                 | 0                 | 0                 | 0                 | 2             | 1             | 0             | 0             | 23       | 2      | 2           | 0          |
| J. Suka-Suka     | 0           | 0           | 0           | 0           | 0                 | 0                 | 0                 | 0                 | 0             | 0             | 0             | 0             | 0        | 0      | 0           | 0          |
| A. Trondsen      | 3           | 0           | 1           | 0           | 0                 | 0                 | 0                 | 0                 | 0             | 0             | 0             | 0             | 3        | 0      | 1           | 0          |